# دانکن مکینتایر
دانکن مکینتایر (انگلیسی: Duncan McIntyre؛ ۲۳ دسامبر ۱۸۳۴ – ۱۳ ژوئن ۱۸۹۴) بازرگان و سرمایه‌گذار اهل اسکاتلند و کانادا بود. وی بابت مشارکت‌هایش در ساخت راه‌آهن کانادا پسیفیک و همچنین بنیان‌گذاری شرکت تلفن بل کانادا شهرت دارد.
خانوادهٔ او قطعه زمینی موسوم به «مکینتایر پارک» را که در گذشته بخشی از املاک مسکونی وی بود به دانشگاه مک‌گیل هدیه کردند که بعدها در آن ساختمان علوم پزشکی مکینتایر و «ساختمان علوم زیستی استوارت» بنا شدند.